# 부산 노래방 화재
부산 부전동 노래방 화재 사고는 2012년 5월 5일 20시 50~55분경 대한민국 부산광역시 부산진구 부전동의 6층 건물의 3층의 한 노래방에서 화재가 발생한 사건이다. 이 화재로 김지원(당시 24세) 등 한국인 6명과 가얀(당시 28세)을 비롯한 스리랑카인 3명 등 모두 9명이 숨졌다.

## 사고 원인
화재가 난 노래방은 문제점이 많았다. 스프링클러가 설치되어있지 않았고, 통로가 미로처럼 되어 있어 연기가 빠져나가기 어려웠으며, 특히 종업원들의 화재 대응 요령이 없는데다 소방서에 신고하지 않고 자체 진화하려다 오히려 불을 더 키우게 되었다. 또한 종업원들은 불을 끄는데 집중하여 휴일을 맞아 방마다 가득차 있던 고객들을 신속하게 대피시키지 않아 화재는 참사로 이어졌다.

## 경과
불은 그 당시 손님이 없던 24번 방의 천장에서, 절연체가 훼손된 전선에서 시작되었다.

## 사고 결과
2012년 5월 12일 11시 동아대병원 합동분향소에서 희생자들의 합동 장례식이 거행되었다. 이들의 유골은 부산광역시 금정구 선두구동의 영락공원에서 화장절차를 거쳐 부산광역시 기장군 정관면 두명리의 부산추모공원에 안치되었다. 동년 5월 17일 노래방을 불법개조해 비상구를 없애는 등 화재로 9명을 숨지게 한 혐의로 종업원 조 모씨(당시 26세)와 박 모씨(당시 32세)등 종업원 3명이 구속되었다. 동년 5월 25일 부산진경찰서는 이 화재가 24번방 안쪽 천장 위 전선이 손상되면서 '전기단락'으로 인해 화재가 발생했다고 밝혔다.